# Proteste in Faraba Banta 2018
Die Proteste in Faraba Banta 2018 fanden am 18. Juni 2018 im gambischen Ort Faraba Banta statt. Jugendliche protestierten dort gegen den Betreiber einer Sandgrube. Auf die Proteste reagierte die gambische Polizei mit einem Schusswaffeneinsatz, bei dem es zu drei Toten und neun weiteren Verletzten kam.

## Vorgeschichte
Im westafrikanischen Staat Gambia, nahe dem Ort Faraba Banta (oft auch kurz Faraba), rund 50 km südlich der Hauptstadt Banjul entfernt, erhielt das Bergbauunternehmen Julakey Company 2018 den Auftrag, Sandabbauarbeiten durchzuführen. Es wurden Vorwürfe erhoben, dass der Auftrag vergeben worden sei, ohne den örtlichen Dorfrat und die betroffene Interessensgruppen zu konsultieren. In der Woche vor der Schießerei hatte der Ausschuss für Umweltfragen der Nationalversammlung die Julakey Company angewiesen, den Betrieb einzustellen, bis das Ergebnis einer Untersuchung des Abbaus vorliegt. Aufgrund von Schwierigkeiten bei der Kommunikation hatte das Unternehmen jedoch am Tag des Vorfalls noch kein offizielles Schreiben des Ausschusses erhalten, in dem es dazu aufgefordert wurde.

## Verlauf
Am Montag, den 18. Juni 2018 gingen einige verärgerte Anwohner in Faraba Banta auf die Straße, um gegen das Bergbauunternehmen zu protestieren. Dabei kam es zu Ausschreitungen. Umweltaktivisten aus Faraba steckten fünf Lastwagen in Brand, die Sand im Bergbaugebiet verluden. Außerdem wurden Jugendliche beobachtet, die auf die Anwesen von vier Personen abzielten, die an dem Bergbauarbeiten beteiligt waren. Aus den Häusern wurden Hausrat heraus geholt und in Brand gesteckt sowie die Häuser beschädigt.
Die Police Intervention Unit (PIU), eine Polizeiinterventionseinheit der Gambia Police Force, fuhr mit zehn Beamten in das Dorf ein. Sie stieß mit den Demonstranten zusammen. Dabei drei PIU-Offiziere verletzt. Später wurde Alieu Camara, einer der Verletzten, als der PIU-Offizier identifiziert, der scharfe Munition auf die unbewaffneten Demonstranten abgefeuert habe. Zwei Protestierende wurden sofort getötet, ein dritter, Student am Gambia College, wurde nach Banjul im Edward Francis Small Teaching Hospital eingeliefert, wo er zwei Tage später starb. Neun weitere Personen wurden verletzt und ins Brikama Major Hospital gebracht.
Bei den Vorfällen war der Journalist Pa Modou Bojang, zugegen, der an diesem Morgen Interviews mit den Dorfbewohnern geführt hatte. Dieser beobachtete, wie die Fahrzeuge der PIU vorfuhren und die Sicherheitskräfte unvermittelt das Feuer eröffneten. Bojang suchte bei diesem Vorfall Deckung. Er wurde dann von der PUI aufgegriffen, beleidigt, geschlagen und vorübergehend festgenommen.

## Reaktionen und Folgen

### Gambia Press Union
Die Gambia Press Union (GPU) verurteilte den Angriff auf den Journalisten Pa Modou Bojang durch die Mitglieder der Polizeieinheit entschieden. Laut einer Pressemeldung vom 19. Juni bemühte sich die GPU um den Kontakt mit dem Public Relations Officer der Gambia Police Force, der aber nicht erreichbar war. Weiter zeigte sich die GPU zutiefst besorgt über den Trend der Angriffe auf Journalisten in der Vergangenheit. Die GPU forderte daher die Regierung Barrow auf, eine umfassende Untersuchung dieser Angelegenheit einzuleiten.

### Aktivisten und Menschenrechtsorganisationen
Mustapha Camara, ein Jugendleiter aus Faraba und Augenzeuge des Vorfalls, verurteilte die Ermordung unbewaffneter Jugendlicher durch die PIU. Er forderte ebenfalls die Regierung auf, unverzüglich Ermittlungen einzuleiten. Die internationalen Menschenrechtsorganisationen Institute for Human Rights and Development in Africa (IHRDA) und Article 19,forderten die Regierung auf, die Erschießung im Rahmen einer unabhängigen Untersuchung zu untersuchen.

### Polizei
Nach dem Vorfall erklärte Landing Kinteh, der Generalinspekteur der Polizei (englisch Inspector General of Police; IGP), dass er den Polizeibeamten nicht die Befugnis erteilt habe, während des Vorfalls scharfe Munition zu verwenden. Er veröffentlichte eine Erklärung, dass sein Büro „die Umstände untersuchen wird, die zu diesem unglücklichen Vorfall geführt haben“. Am 21. Juni trat Kinteh von seiner Amt als Generalinspektor zurück. Sein Stellvertreter, Alahagie Mamour Jobe, übernahm die Aufgaben des Amts des Generalinspekteurs.

### Regierung
Am Tag nach dem Vorfall veröffentlichte das Büro des Präsidenten Adama Barrow eine Erklärung, dass dieser von den Berichten „zutiefst betrübt“ sei. Er habe so schnell wie möglich eine gründliche Untersuchung der Angelegenheit angeordnet. Er forderte „Ruhe und Zurückhaltung“ und gab außerdem eine Anweisung heraus, wonach alle Bergbautätigkeiten bis auf weiteres ausgesetzt werden sollten. In der Woche nach dem Vorfall ernannte Barrow eine Untersuchungskommission, benannte einen Gerichtsmediziner und besuchte das Opfer im Edward Francis Small Teaching Hospital. Am Freitag, den 22. Juni besuchte Barrow den Ort Faraba. Er leitete das Freitagsgebet, und sagte anschließend: „Es ist nicht nur Faraba Banta, das trauert, sondern das ganze Land ist in Schock und Trauer.“

### Ermittlung
Fünf an der Schießerei beteiligte Polizeibeamte, darunter zwei Superintendenten, wurden von der Polizei in Gewahrsam genommen. Am 21. Juni wurde bekannt gegeben, dass Barrow den Menschenrechtsanwalts Emmanuel Joof zum Vorsitzenden der Untersuchungskommission ernannt hatte. Außerdem wurden fünf weitere Mitglieder der Kommission benannt, die sich aus einem Vertreter des Justizministeriums, der Anwaltskammer von Gambia, der Streitkräfte von Gambia, des staatlichen Nachrichtendienst und The Association of Non-Governmental Organisations (TANGO) zusammensetzt.
Am 6. Juli wurden die Mitglieder der Kommission von Präsident Barrow vereidigt und waren wie folgt:
- Emmanuel Joof, Vorsitzender, Menschenrechtsanwalt
- Neneh M. C. Cham, Rechtsanwältin und Präsidentin der Female Lawyers Association of The Gambia (FLAG)[14]
- Abdoulie Colley, Staatsanwalt
- Omar Cham, ehemaliger NIA-Offizier
- Lt. Yusupha Jallow, Leutnant der Militärpolizei
- Charles Njie, Sekretär der Kommission, Vorsitzender von TANGO[15]

Die Kommission vernahm bis Ende August 2018 mehr als 80 Personen, darunter Zeugen, Experten, Mitglieder des Ältestenrates des Orts, die Jugendliche und Polizeibeamte. Ende November 2018 wurde der Bericht des Zwischenfalls vorgestellt. Generalstaatsanwalt und Justizminister Abubacarr Tambadou gab im Mai 2019, nachdem sein Ministerium nach der Durchsicht des Berichts die Angelegenheit geprüft habe, eine Erklärung ab. Es wurde entschieden, dass die Anklage wegen Mordes der Polizeibeamten der Interventionseinheit (PIU) durch Totschlag ersetzt werden sollte.